# Matei, copil miner
Matei, copil miner este un film românesc din 2013 regizat de Alexandra Gulea. Rolurile principale au fost interpretate de actorii Alexandru Czuli, Remus Mărgineanu.

## Distribuție
Distribuția filmului este alcătuită din:
- Emanuele Curro — Pavel
- Tania Popa — Nela
- Alexandru Czuli — Matei
- Mirela Cioaba — Directoarea
- Claudiu Ababei — Ioan
- Radu Tudor — Nebunul
- Iulia Lumânare — Chelnerița
- Rodica Ionescu — Mama
- Irina Naum — Secretara
- Valentin Mihali — Preotul
- Ana Matei — Ana
- Ada Navrot — Mama lui Ioan
- Ioana Ana Macaria — Asistenta socială
- Cornel Scripcaru — Cercetătorul de la Muzeu
- Izidor-Sorin Caranja — Izidor
- Remus Mărgineanu — Bunicul